# Катюков, Степан Алексеевич
Степан Алексеевич Катюков (5 августа 1913, Горномарийский район, Марийская АССР — 18 марта 1967, Марий Эл) — полный кавалер ордена Славы, сапёр инженерных войск, старшина.

## Биография
Родился 23 июля (5 августа) 1913 года в деревне Барковка Васильсурского уезда Нижегородской губернии (ныне — Горномарийский район Республики Марий Эл).
Окончил 4 класса школы, работал в колхозе, был бригадиром.
В Красную Армию был призван в марте 1942 года, и с марта того же года на фронтах Великой Отечественной войны.
23 декабря 1943 года в составе группы разминирования 129-го отдельного мото-инженерного батальона (256-я отдельная танковая бригада, 33-я армия, Западный фронт) в районе железнодорожной станции Сосновка в Витебской области рядовой Катюков проделывал проходы в минных полях и сопровождал танки, указывая маршрут движения. 25 января 1944 года он был награждён орденом Славы 3-й степени.
20 июня 1944 года возле Орши он, будучи сапёром 202 инженерного батальона, быстро провёл разминирование местности, обеспечив продвижение стрелковых подразделений. 7 июля 1944 года был награждён орденом Славы 2-й степени.
23 июня 1944 года возле города Дубровно проделал два прохода в минных полях перед позициями противника.
27 июня 1944 года под огнём обеспечивал форсирование Днепра в Оршанском районе. 19 июля 1944 года был повторно награждён орденом Славы 2-й степени, перенаграждён 19 июля 1955 года орденом Славы 1-й степени.
В январе 1945 года был демобилизован, вернулся на родину. Работал в колхозе, был председателем колхоза, заведующим фермой, председателем сельского совета.
Скончался 18 марта 1967 года, был похоронен на Хмелёвском кладбище посёлка Васильсурск. В начале 1980-х перезахоронен на кладбище у Барковки. В деревне Рябиновка был установлен бюст Героя.